# Hornsberg (Lausitzer Bergland)
Der Hornsberg (402,4 m ü. NHN) ist ein Berg im Landkreis Bautzen in Sachsen. Er liegt im Südosten der Gemarkung von Sohland an der Spree unmittelbar an der tschechischen Grenze im Lausitzer Bergland.

## Geographie
Der Berg erhebt sich linksseitig des Spreetales, er wird westlich vom Rosenbach und südlich vom Kunzenbach umflossen. Östlich schließt sich, bereits auf Taubenheimer Gemarkung, der Taubenberg (458 m) an. Im Südwesten erhebt sich der Brandbusch (443 m) und nordwestlich der Hohberg (368 m). An seinem Fuß liegt im Westen Äußerstmittelsohland, im Nordwesten Äußerstniedersohland, im Norden Karlsruhe, nordöstlich Hinterecke und Grünhut und im Südwesten Rosenhain (Rožany).

## Beschreibung
Der Hornsberg bildet mit dem Taubenberg einen Abschnitt der Randhöhen des obersten Spreetales. Auf seinem Gipfel, an dem sich die deutsch-tschechische Grenze hinzieht, befinden sich auf deutscher Seite niedrige Granodioritklippen. Der Westhang des Hornsberges wird von Hornblendediabasgängen durchzogen, über dem Rosenbach sind von Gebüsch überwachsene Halden des Nickelerzbergbaus erkennbar. Südöstlich, in der Kehle zum Taubenberg, liegt auf böhmischer Seite ein stillgelegter großer Steinbruch.

## Namensherkunft
Der Name des Berges leitet sich von Hornissen her. Erstmals wurde er 1656 in einem Kaufbrief als „Hornsenberg“ erwähnt.

## Nickelerzbergbau
Im Jahre 1900 stieß der Lohgerbermeister August Herberg aus Äußerstmittelsohland beim Brunnengraben auf kupferhaltige Magnet- und Nickelkiese. Eine Untersuchung ergab ihre Abbauwürdigkeit; ihr Nickelgehalt lag bei 6 %, der Kupferanteil in den obersten Schichten bei 2 %. 1901 begannen Herberg und sein Nachbar, der Fabrikant Carl Hauptmann, zunächst jeder für sich, mit dem Abbau der Erze im Segen-Gottes-Schacht und im Hauptmann-Schacht. Wenig später schlossen sie sich zur Firma Hauptmann, Herberg & Co. zusammen, die zu dieser Zeit das einzige Erzbergbauunternehmen in der Oberlausitz war. 1904 wurde bei Rosenhain ein dritter Schacht bis in 70 m niedergebracht. In den Anfangsjahren war der Bergbau wenig ergiebig. Der während des Ersten Weltkrieges stark angestiegene Bedarf an den Erzen führte zu einem intensiven Abbau. In drei Schichten wurden durch 120 Bergleute täglich bis zu 60 Tonnen Erz gefördert, das an die Hütten in Freiberg und Oberschlema geliefert wurde. 1924 wurde der Bergbau eingestellt.